# Chrystella bhikajeei
Chrystella bhikajeei is een slakkensoort uit de familie van de Pickworthiidae. De wetenschappelijke naam van de soort is voor het eerst geldig gepubliceerd in 2010 door Moolenbeek & Mussai.